# تامی رابرتز
تامی رابرتز (به انگلیسی: Tommy Roberts) بازیکن فوتبال زادهٔ ۲۹ نوامبر ۱۸۹۸ اهل کشور انگلستان که سابقهٔ بازی در تیم ملی فوتبال انگلستان را در کارنامهٔ خود دارد. وی در تاریخ ۱ نوامبر ۱۹۲۳ نخستین بازی ملی خود را در مقابل تیم ملی فوتبال بلژیک انجام داد و با حضور در ۲ بازی ملی، در تاریخ ۳ مارس ۱۹۲۴ واپسین بازی ملی‌اش را در برابر تیم ملی فوتبال ولز برگزار کرد.
این بازیکن توانسته در بازی‌های ملی، ۲ گل به ثمر برساند.